# Thomas Dwight (Politiker)
Thomas Dwight (* 29. Oktober 1758 in Springfield, Province of Massachusetts Bay; † 2. Januar 1819 ebenda) war ein US-amerikanischer Politiker. Zwischen 1803 und 1805 vertrat er den Bundesstaat Massachusetts im US-Repräsentantenhaus.

## Werdegang
Thomas Dwight besuchte die öffentlichen Schulen seiner Heimat und studierte danach bis 1778 am Harvard College. Nach einem anschließenden Jurastudium und seiner Zulassung als Rechtsanwalt begann er in Springfield in diesem Beruf zu arbeiten. Gleichzeitig schlug er eine politische Laufbahn ein. In den Jahren 1794 und 1795 war er Abgeordneter im Repräsentantenhaus von Massachusetts; von 1796 und 1803 gehörte er dem Staatssenat an. Er war Mitglied der Ende der 1790er Jahre von Alexander Hamilton gegründeten Föderalistischen Partei.
Bei den Kongresswahlen des Jahres 1802 wurde Dwight im fünften Wahlbezirk von Massachusetts in das US-Repräsentantenhaus in Washington, D.C. gewählt, wo er am 4. März 1803 die Nachfolge von Lemuel Williams antrat. Bis zum 3. März 1805 konnte er eine Legislaturperiode im Kongress absolvieren. Während dieser Zeit wurde im Jahr 1803 durch den von Präsident Thomas Jefferson getätigten Louisiana Purchase das Staatsgebiet der Vereinigten Staaten beträchtlich erweitert. Im Jahr 1804 wurde der zwölfte Verfassungszusatz ratifiziert.
Zwischen 1806 und 1809 sowie im Jahr 1811 saß Dwight im Gemeinderat von Springfield. In den Jahren 1808 und 1809 gehörte er dem Beraterstab des Gouverneurs an. Nach 1811 zog er sich aus der Politik zurück und praktizierte wieder als Anwalt. Er starb am 2. Januar 1819 in seinem Geburtsort Springfield.